# 더 포스트맨즈 화이트 나잇츠
더 포스트맨즈 화이트 나잇츠(러시아어: Белые ночи почтальона Алексея Тряпицына, Belye nochi pochtalona Alekseya Tryapitsyna, THE POSTMAN'S WHITE NIGHTS)는 러시아 연방에서 제작된 안드레이 콘찰로프스키 감독의 2014년 드라마 영화이다. 알렉세이 트리야피신 등이 주연으로 출연하였다.

## 출연

### 주연
- 알렉세이 트리야피신
- 이리나 에르몰로바